# Bastionul Croitorilor din Cluj-Napoca
Bastionul Croitorilor (în maghiară Bethlen bástyája, alternativ Szabók bástyája, în trad. „Bastionul Bethlen” sau „Bastionul Croitorilor”) este unul din puținele turnuri de fortificație care au făcut parte din Vechea Cetate a Clujului și care s-a păstrat intact până în zilele noastre. A fost finanțat de breasla croitorilor din Cluj. Fiecare bastion (turn) al zidului medieval de apărare a fost finanțat de altă breaslă (croitori, cizmari, curelari, funari, olari, rotari, săpunari, tâmplari, zidari, etc).

## Istoria bastionului
Bastionul reprezintă colțul de sud-est al cetății medievale ridicate începând cu secolul al XV-lea (este amintit deja în anul 1475). Între anii 1627-1629, în perioada principelui Gabriel Bethlen, bastionul a fost reconstruit după planurile arhitectului italian Giacomo Resti, după ce „praful de pușcă depozitat în turn a explodat în urma unei lovituri de trăsnet”, ajungând la forma actuală. Este construit din piatră dăltuită, zidurile masive păstrând încă lăcașurile de tragere. Spre nord se mai păstrează încă o bucată din zidul de piatră cu creneluri și drumul de strajă pe zid.
A fost denumit după breasla croitorilor din Cluj, care l-a întreținut și a avut obligația pazei orașului în acel punct, fiind singurul bastion din Vechea Cetate a Clujului care s-a păstrat integral.
După Bătălia de la Mirăslău Baba Novac și preotul Saski au fost prinși, judecați și executați în cetatea Clujului pentru trădare. În apropierea bastionului a fost expus, în 1601, trupul tras în țeapă al lui Baba Novac, general al lui Mihai Viteazul. În amintirea lui Baba Novac a fost ridicată în 1975 Statuia lui Baba Novac, operă a sculptorului Virgil Fulicea.

## Bastionul astăzi
Bastionul a fost restaurat în anul 1924 și transformat în muzeu de către Comisiunea Monumentelor Istorice. O altă restaurare a avut loc în 1959. În perioada 2007-2009, după două decenii de paragină, bastionul a fost din nou restaurat, iar în prezent găzduiește Centrul de cultură urbană, care cuprinde o sală de conferințe și spații expoziționale.

## Galerie de imagini

Bastionul Croitorilor (desen din sec. al XIX-lea)
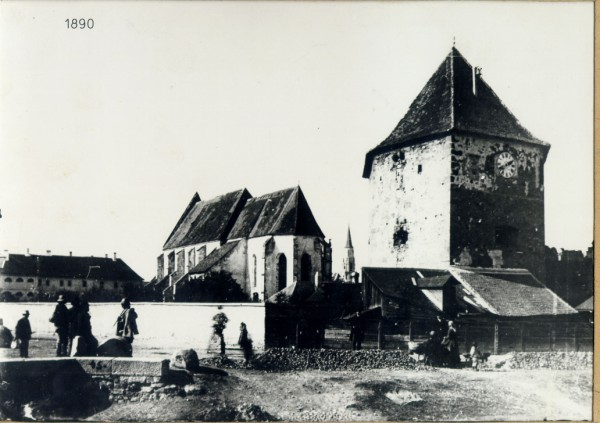
Bastionul Croitorilor la 1890 - se vede pe latura estică ceasul care nu s-a mai păstrat. În spate se observă şi Biserica Reformată-Calvină de pe Uliţa Lupilor, fostă romano-catolică - minorită
Statuia lui Baba Novac, din faţa Bastionului Croitorilor
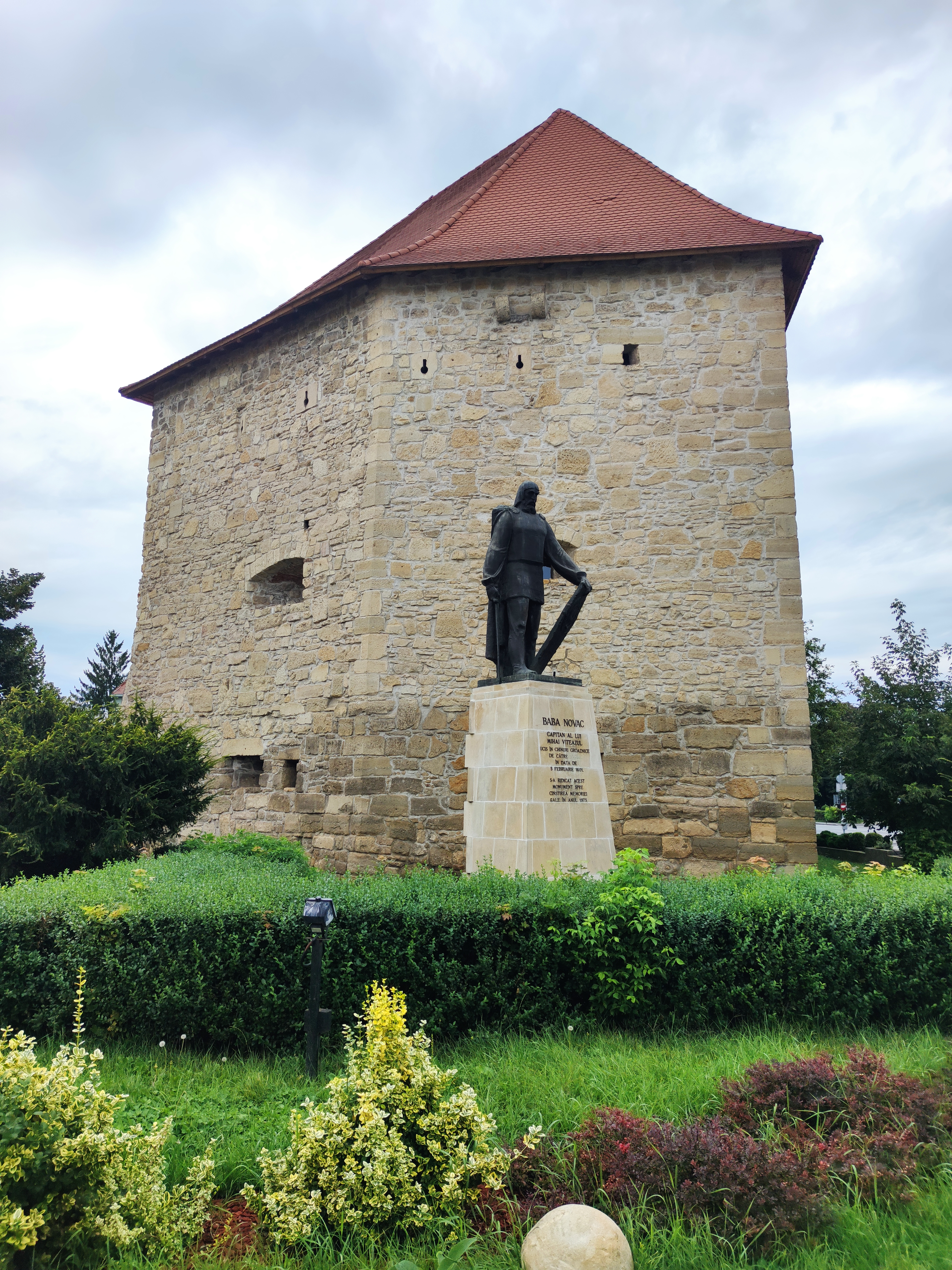
Bastionului Croitorilor 2021